# Schärfe (Kynologie)
Schärfe ist die Bezeichnung für ein bestimmtes Verhalten eines Hundes. Ein Hund ist scharf, wenn er schnell angreift und kräftig beißt. In Abhängigkeit vom Ziel, das der Hund angreift, wird unterschieden zwischen Wildschärfe (Wild), Raubwild- und Raubzeugschärfe (Raubwild, Raubzeug) und Mannschärfe (Mann als Synonym für Mensch). Von der Schärfe abgegrenzt wird die Scheinschärfe, zu der beispielsweise das Angreifen und Beißen aus Angst bei Angstbeißern, also unsicheren und meist schlecht sozialisierten Hunden, gehören. Während die Scheinschärfe also eine unerwünschte Eigenschaft beschreibt, impliziert die Schärfe eine vom Hundeführer gewünschte Reaktion des Hundes, indem der Hund beispielsweise vom Hundeführer gehetzt wird. Schärfe ist insbesondere bei Jagdhunden, aber auch bei anderen Gebrauchshunden, teilweise ein Zuchtziel. Zweck des Abrichtens eines Hundes auf Schärfe ist die Nutzung dieser Eigenschaft zugunsten des Menschen beziehungsweise des Besitzers.

## Zivilschärfe
Insbesondere in juristischem Kontext wird der Begriff Zivilschärfe verwendet (lat. civilis = bürgerlich, civis = Bürger).
In den Verwaltungsvorschriften zum Landeshundegesetz Nordrhein-Westfalen heißt es dazu „Das Abrichten auf Zivilschärfe ist eine den Hund nicht in seiner Wesensgesamtheit erfassende Beeinflussung mit dem Ziel, dass der Hund lernt, auf vom Abrichter gegebene Hör- oder Sichtzeichen Menschen oder Tiere anzugreifen.“

## Zucht und Abrichten auf Schärfe
Bei Wach- und Schutzhunden, die als Diensthunde verwendet werden, wird Mannschärfe gefordert. Hier ist das Verhalten des Hundes durch den Hundeführer kontrolliert und muss aufgrund der speziellen Ausbildung von Hund und Hundeführer auch kontrollierbar bleiben.
In Deutschland beinhalten die Hundeverordnungen der Länder das Verbot, Hunde auf Schärfe zu züchten und auszubilden. Dabei wird Wildschärfe von Jagdhunden nicht unter den Begriff Schärfe gefasst. So heißt es beispielsweise in den Verwaltungsvorschriften zum Landeshundegesetz NRW: „Die für die Nachsuche von Wild (§ 30 Landesjagdgesetz) erforderliche Wildschärfe der Jagdhunde ist keine Schärfe im Sinne von § 3 Abs. 3 Satz 1 Nr. 2.“ Ausnahmen von diesem Verbot gelten für Diensthunde der Behörden. Die gewerbliche Ausbildung von Schutzhunden für Objekt- und Personenschutz und der Einsatz solcher Hunde sind genehmigungspflichtig.

## Prüfen und Abrichten auf Schärfe an lebenden Tieren
In Deutschland ist es durch das Tierschutzgesetz verboten, ein Tier an einem anderen lebenden Tier auf Schärfe abzurichten oder zu prüfen. Das Verbot hat insbesondere bei der Jagd Bedeutung. Das Verbot dient nicht zuerst dem abzurichtenden oder zu prüfenden Tier, sondern dem Schutz des an der Prüfung/Abrichtung beteiligten anderen Tieres, damit dieses nicht vom Menschen als Objekt missbraucht wird. Auch in Österreich fallen das Hetzen von Tieren auf Tiere und das Abrichten an einem anderen Tier auf Schärfe unter verbotene Tierquälerei.